# Optat z Mileve
Optat z Mileve (Milewy) (ur. ok. 320 w Mileve, zm. przed 400) – biskup Milewy w Numidii (obecnie Prowincja Mila), ojciec i święty Kościoła katolickiego. 
Jest autorem dzieła Traktat przeciw donatystom (De schismate donatistarum), znanego także pod tytułem Przeciw Parmenianowi. Dzieło to jest pierwszą w historii rozprawą wymierzoną w donatystów.
Jego wspomnienie liturgiczne w Kościele katolickim obchodzone jest 4 czerwca za wpisem Baroniusza.